# Alba Ambròs
Alba Ambròs Pallarès es una profesora española.

## Biografía
Diplomada en Magisterio en 1992, se licenció en Filosofía y Letras en 1996 y se doctoró en Didáctica de la Lengua y Literatura en 2002 gracias a la tesis La palabra, la imagen y el sonido: un estudio sobre la educación en comunicación en el área de lengua de la educación secundaria obligatoria de Cataluña (1992-2002) aplicado a tres centros educativos de la comarca del Vallés (Barcelona).
Ha trabajado como profesora de lenguas en primaria, secundaria y bachillerato y desde 2006 es profesora de didáctica de la Lengua y la Literatura en el departamento de Educación Lingüística y Literaria y de Didáctica de las Ciencias Experimentales y de la Matemática de la Facultad de Educación de la Universidad de Barcelona. En el ámbito de la gestión universitaria, entre 2012 y 2015 fue jefa de estudios y vicedecana de la misma facultad.
En 2009 inició su colaboración con la editorial Graó, donde, hasta 2013, dirigió la revista de educación primaria y secundaria Aula de innovación Educativa, y desde ese año hasta 2017 dirigió la revista especializada Aula de Secundaria. Entre 2006 y 2017 fue secretaria y vocal de la Sociedad Española de Didáctica de la Lengua y la Literatura (SEDLL).
Sus líneas de investigación se centran en la competencia comunicativa lingüística y audiovisual, la educación mediática y su didáctica, la enseñanza activa de estrategias de lectura y la innovación docente en la formación del profesorado.

## Premios y reconocimientos
- Premio Aula del Ministerio de Educación y Ciencia al mejor libro educativo por Cine y Educación (2008).
- El junio del 2010 ganó el Premio de la IV edición Francesc Xavier Gil i Quesada sobre innovación docente con el trabajo (2010).